# Giải mã giấc mơ
Giải mã giấc mơ (ひるね姫 〜知らないワタシの物語〜?, Ancien and the Magic Tablet, Hirune Hime: Shiranai Watashi no Monogatari, lit. Napping Princess: The Story of the Unknown Me) là một bộ phim hoạt hình Nhật Bản năm 2017, được sản xuất bởi Signal.MD và Tenkatsu. Kenji Kamiyama phụ trách phần kịch bản và đạo diễn. Được khởi chiếu tại Nhật Bản bởi Warner Bros. vào ngày 18 tháng 3 năm 2017. Tại Việt Nam, phim được công chiếu tại các cụm rạp từ ngày 16 tháng 6 năm 2017 và phát sóng trên kênh HTV3 vào ngày 27 tháng 7 năm 2019.

## Nội dung
Trước ngày diễn ra Thế vận hội Olympics tại Tokyo, cha của Kokone, một nữ sinh cuối cấp 3, đột ngột bị bắt bởi cảnh sát. Sở hữu khả năng kì lạ khi ngủ, Kokone vô tình tìm được những manh mối về cha mình trong giấc mơ. Những giấc mơ đang cố gắng nói cho Kokone điều gì? Kịch tính và đầy bất ngờ, Kokone nhanh chóng bước vào hành trình giải mã những mảnh ghép để khám phá ra bí mật sau cùng.

## Lồng tiếng
- Mitsuki Takahata vai Kokone Morikawa
- Shinnosuke Mitsushima vai Morio
- Tomoya Maeno vai Kijita
- Arata Furuta vai Watanabe
- Hideki Takahashi vai Isshin Shijima
- Yōsuke Eguchi vai Momotarō Morikawa
- Rie Kugimiya vai Joy
- Wataru Takagi vai Sawatari